# 塔哈姆雷克河
塔哈姆雷克河（羅馬化：Tahamlyk）是烏克蘭的河流，位於該國中部，屬於沃爾斯克拉河的支流，發源自沃洛季米里夫卡，流經波爾塔瓦州，河道全長64公里，流域面積525平方公里。